# 中国豫剧节
中国豫剧节是中华人民共和国文化部艺术司与中国河南省文化厅联合举办的大中华区豫剧艺术赛事展演活动。中国豫剧节至今已经举办了两届。
第一届中国豫剧节以“中原文萃豫剧盛会”为主题，举办于1997年，来自中国大陆八个省、市、区、兵团的豫剧届人士云集郑州。第二届中国豫剧节举办于2011年9月17日至9月28日。在第二届中国豫剧节有来自中国大陆和台湾的12个省（地区）的19个豫剧团参加演出，还举办了“豫剧艺术发展论坛”，并颁发给豫剧大师马金凤和张岫云“豫剧艺术终身成就奖”。